# Poeciloneta ancora
Espèce
Poeciloneta ancora est une espèce d'araignées aranéomorphes de la famille des Linyphiidae.

## Distribution
Cette espèce est endémique du Tibet en Chine,.

## Publication originale
- Zhai & Zhu, 2008 : Two new species of the spider genus Poeciloneta Kulczyński, 1894 (Araneae: Linyphiidae) from China. Zootaxa, no 1850, p. 61-64.